# Сукоби на камбоџанско-тајландској граници (2025)
Гранични спор између Камбоџе и Тајланда ескалирао је 28. маја 2025. године, након кратког војног сукоба. Инцидент се догодио у пограничном региону Камбоџе и Тајланда у близини Смарагдног троугла (Чонг Бок), тромеђе где се спајају границе Тајланда, Камбоџе и Лаоса. Ово подручје је дуго било тачка спора између Камбоџе и Тајланда и раније је служило као жариште тензија и вишеструких случајева војних сукоба.
Спорови између Камбоџе и Тајланда око њихове границе потичу од двосмислености које датирају још из споразума потписаних између Сијама (данашњег Тајланда) и Француске . Након камбоџанске независности, Међународни суд правде (МСП) доделио је Камбоџи спорни храм Преа Вихеар 1962. године, али храм и друга спорна погранична подручја су остала спорна. Националистичка осећања у обе земље подстакла су тензије. Између 2008. и 2011. године, сукоби између њих довели су до жртава на обе стране пре него што је МСП потврдио своју пресуду из 1962. године.
Тензије око граничног подручја порасле су почетком 2025. године. Дана 13. фебруара, тајландски војници су спречили камбоџанске туристе да певају камбоџанску химну у спорном храму Прасат Та Муен Том, стварајући додатне тензије. Дана 28. маја, камбоџански и тајландски војници су накратко разменили ватру, што је резултирало смрћу једног камбоџанског војника. Обе земље су се међусобно оптужиле за подстицање окршаја.
Камбоџански премијер Хун Мане одговорио је на инцидент почетком планова да затражи пресуду од МСП-а, рекавши да не жели сукоб са Тајландом. Пумтам Вечајачаи, вршилац дужности премијера Тајланда, рекао је да ниједна страна не жели ескалацију сукоба и да је он решен. Разговори између камбоџанске и тајландске војске одржани су 29. маја.
Дана 23. јула, тајландски војник је нагазио на мину у округу Нам Јуен у Убон Рачатани, што је резултирало губитком ноге. Следећег дана, 24. јула, избио је оружани сукоб између две земље, а и Тајланд и Камбоџа су известили да су деловали у самоодбрани. Тајландски борбени авиони Ф-16 су потом распоређени да нападну камбоџанске војне циљеве дуж границе.

## Позадина
Гранични спор између Камбоџе и Тајланда има корене у двосмислености линије разграничења која проистиче из Француско-сијамског споразума из 1904. године, којим су утврђене одређене граничне демаркације између Краљевине Сијам (данашњи Тајланд) и Француске Индокине (данашња Камбоџа, Лаос и Вијетнам). Међутим, након што је Камбоџа стекла независност, Међународни суд правде (МСП) је 1962. године пресудио да је храм Преа Вихеар под камбоџанским суверенитетом. Упркос томе, околно подручје је остало спорно, што је довело до сталних тензија - посебно у периоду од 2008. до 2011. године, када су војни сукоби резултирали жртвама на обе стране. Националистичко расположење у обе земље играло је кључну улогу у ескалацији сукоба. Између 2008. и 2011. године, поновљени сукоби су узроковали повреде и смртне случајеве на обе стране пре него што је МСП потврдио своју пресуду из 1962. године.
Тензије на граници су поново ескалирале почетком 2025. године. Дана 13. фебруара, тајландски војници су забранили камбоџанским туристима да певају камбоџанску химну у Прасат Та Муен Том, спорном месту, што је додатно појачало тензије. Касније, 28. маја 2025. године, дошло је до оружаног сукоба између камбоџанских и тајландских војника у Смарагдном троуглу (Чонг Бок), трограничном подручју које деле Тајланд, Камбоџа и Лаос . Инцидент је резултирао смрћу једног камбоџанског војника. Обе земље су издале саопштења у којима су се међусобно оптуживале за покретање насиља, гурајући билатералне односе у још једну фазу повишених тензија.
Након сукоба у Смарагдном троуглу, камбоџански премијер Хун Мане одговорио је најавом покретања поступка за подношење случаја МСП-у, уз потврду да не жели сукоб са Тајландом. Са тајландске стране, министар одбране Пумтам Вечајачаи изјавио је да ниједна страна не жели да ситуација даље ескалира и потврдио је да је инцидент већ решен. Дана 29. маја одржан је састанак између генерала Пане Хлеоплотука, врховног команданта Краљевске тајландске војске, и генерала Мао Софана, врховног команданта Краљевске камбоџанске војске, ради координације напора за смањење тензија и спречавање будућих инцидената.

## Догађаји

### Окршај (28. мај)
Дана 28. маја, камбоџански и тајландски војници су се упустили у кратак 10-минутни окршај, у којем је погинуо један камбоџански војник, потпоручник Суон Роун. Окршај се догодио дуж границе камбоџанске провинције Преа Вихеар и тајландске провинције Убон Рачатани. Обе земље су тврдиле да су једна друга агресори. Мао Фала, портпарол камбоџанске војске, тврдио је да су тајландски војници први отворили ватру на камбоџанске војнике у рову који је већ неко време коришћен. У међувремену, Винтаи Сувари, портпарол тајландске војске, тврдио је да су тајландски војници покушали да убеде камбоџанске војнике да се повуку пре него што Камбоџани отворе ватру.

### Покушаји деескалације и наставак тензија
Билатерални разговори о деескалацији одржани су 5. јуна, али нису резултирали ничим конкретним. Тајландски министар одбране Пумтам Вечајачаи тврдио је да је Камбоџа одбила предлоге Тајланда и да ће Тајланд 7. јуна појачати своје војно присуство на граници. Одвојено, истог дана, тајландска војска је тврдила да камбоџански цивили често упадају на тајландску територију и да „ове провокације и гомилање војних снага указују на јасну намеру употребе силе“. Дана 17. јуна, Камбоџа је објавила да је забранила увоз воћа и сапуница из Тајланда.

### Објављивање телефонских позива
Дана 15. јуна 2025. године, тајландски премијер Паетонгтарн Шинаватра контактирао је Клианг Хуота, заменика гувернера Пном Пена, како би затражио његову помоћ у служењу као преводиоца и посредника за неформални разговор са Хун Сеном. Разговор је одржан ван званичних дипломатских протокола, без формалних записа које би водиле било које владе, и био је замишљен као приватна размена мишљења између две високе политичке личности. Међутим, Паетонгтарн наводно није био свестан да је Хун Сен снимио цео телефонски разговор користећи свој мобилни уређај. Дана 18. јуна 2025. године, Хун Сен је једнострано објавио аудио снимак јавности без претходног обавештења тајландске владе, што је изазвало талас политичких последица како на домаћем, тако и на широј регионалној сцени.
Утицај цурења аудио записа био је одмах очигледан у тајландском економском сектору, посебно на тржиштима капитала. Индекс Тајландске берзе нагло је опао током три узастопна трговачка дана након објављивања снимка, што одражава забринутост инвеститора због политичке стабилности тајландске владе. Кумулативни пад од -4,17% референтног индекса сигнализирао је губитак поверења на тржишту међу домаћим и страним инвеститорима у погледу снаге и кохезије политичког руководства Тајланда. Тензије су додатно погоршане када је странка Бхумџаитаи, кључни коалициони партнер, објавила своје званично повлачење из владајуће коалиције у 20:30 часова 18. јуна 2025. године. Овај политички развој догађаја довео је до тога да Паетонгтарнова администрација изгуби парламентарну већину, стварајући кризу лидерства и бацајући сумњу на способност владе да остане на власти. Поверење јавности и инвеститора у политичку путању земље било је значајно пољуљано.
Из перспективе научника и стручњака за међународне односе, процурели аудио снимак се широко сматра кључним тренутком који је открио крхку и сложену структуру извршне власти у Тајланду. Павин Чачавалпонгпун, истакнути академик специјализован за тајландске спољне односе, коментарисао је путем онлајн платформи да Паетонгтарнин неопрезни разговор са Хун Сеном одражава облик „ покорности “ страном лидеру. Тврдио је да њено понашање показује недостатак дипломатског искуства и представља ризик за перцепцију сувереног става Тајланда. Истовремено, делови тајландске јавности почели су да доводе у питање исправност дугогодишњег односа између породице Шинаватра и породице Хун – савеза за који неки посматрачи верују да је утицао на спољнополитички став Тајланда према свом источном суседу.
Један од најконтроверзнијих сегмената процурелог разговора био је Паетонгтарнин опис Краљевских тајландских оружаних снага као „ривалске фракције“ њеној администрацији. Поверила се Хун Сену да се њена влада суочава са сталним потешкоћама са војском и приметила: „Сви су са опозиционе стране“, изјава која се широко тумачи као да се односи на високе војне официре, посебно на генерал-потпуковника Бунсина Падкланга, команданта Другог армијског региона. Иако се Паетонгтарн касније званично извинила Бунсину и појаснила да се разговор одвијао ван званичног радног времена и да није имао за циљ да поткопа било коју институцију, јавне критике су остале интензивне. Наставила су да се постављају питања о њеном просуђивању, њеној дипломатској разборитости и ширим импликацијама успостављања личних веза са страним лидерима на начине који би могли да угрозе дугорочне националне интересе Тајланда.

### Затварање граничних контролних пунктова
Провинција Трат је потпала под шири контекст реформе управљања границама након што је Министарство одбране делегирало надлежност над пограничним подручјима Краљевској тајландској војсци, након састанка Савета за националну безбедност одржаног 7. јуна 2025. године. Предлог је покренуо Паетонгтарн. Према овом мандату, војска је издала наређења својим теренским јединицама да строго спроводе граничне контроле, укључујући регулисање времена отварања и затварања контролних пунктова дуж камбоџанске границе. Иако није било 
непосредних званичних затварања, ова делегација је омогућила регионалним командантима да делују по сопственом нахођењу на основу локалних услова.
Увече 21. јуна 2025. године, Бунсин је искористио дискреционо право у складу са овлашћењима датим директивама Савета за националну безбедност и војске и одобрио неограничено затварање контролног пункта за трговинску помоћ Чонг Саи Таку у округу Бан Круат, провинција Бури Рам, позивајући се на националну безбедност, безбедност живота и имовине и оперативну подобност граничних службеника. Ово је означило прву строгу меру од централне делегације овлашћења и постало је кључна прекретница у одмазди заснованој на политици између Тајланда и Камбоџе на локалном нивоу.
Као резултат затварања контролног пункта, Камбоџа је одговорила следећег јутра. У 7:00 часова. Дана 22. јуна 2025. године, Хун Мане је путем своје Фејсбук странице објавио одлуку камбоџанске владе да затвори контролни пункт Бан Јуп Коки, који се налази у округу Бантеај Ампил, у провинцији Одар Меанчеј, директно преко пута тајландског контролног пункта Чонг Саи Таку. Поред тога, Камбоџа је наредила затварање још једног контролног пункта, Чонг Чум, у округу Анлонг Венг, у Одар Меанчеју, који се налази насупрот сталног граничног контролног пункта Чонг Са-Нгам у округу Фу Синг, у провинцији Сисакет .  Ови потези одражавали су дипломатску контраакцију Камбоџе на нивоу границе на меру Тајланда, која би могла утицати на прекограничну трговину између две земље, као и на егзистенцију локалних заједница које зависе од ових рута.

Дана 23. јуна 2025. у 15:20, Паетонгтарн је дала саопштење након састанка посвећеног решавању транснационалног криминала. У пратњи су јој били генерал Сонгвит Нунпакди, начелник одбрамбених снага, полицијски генерал Тачаи Питанилобут, генерални инспектор Краљевске тајландске полиције, и друге релевантне агенције. Влада је имала за циљ да унапреди своју међународну сарадњу у борби против транснационалног криминала, при чему је Камбоџа кључни фокус као извор таквих злочина који погађају глобалну заједницу, према извештајима Уједињених нација . Тајланд је ово сматрао безбедносном претњом и предузео је контрамере у свим националним агенцијама, укључујући строгу граничну контролу у свих седам провинција које се граниче са Камбоџом и појачани надзор над летовима до међународног аеродрома Сијем Реап–Ангкор. Овај потез је утицао на Емирејтс, који је недавно, 3. јуна, покренуо своју
 руту до аеродрома Суварнабуми.
Влада је такође почела да преиспитује финансијске путеве и спроводи мере против транснационалног криминала, уз мере помоћи за предузећа погођена у индустријском, услужном и пољопривредном сектору.
Тајланд је потом затворио све граничне контролне пунктове дуж камбоџанске границе, под војним овлашћењем које је доделио Савет за националну безбедност. У 19:10, Први армијски регион издао је наређење које се односи на све контролне пунктове у провинцији Са Каео, обустављајући прекогранични саобраћај свих возила и особа, осим за хуманитарне случајеве (образовање, хитна медицинска помоћ). Касније је Други армијски регион издао слична наређења за Сурин, Сисакет и Бурирам, задржавајући исте забране, али дозвољавајући прелазак пољопривредне и основне робе широке потрошње. Коначно, Команда граничне одбране Чантабурија и Трата издала је наређење које се односи на Чантабури и Трат, примењујући исте хуманитарне и ограничене трговинске изузетке.
Сва три војна наређења наводила су забринутост за националну безбедност и потребу за интензивирањем борбе против транснационалних злочина, посебно оних који укључују трговину људима, банде кол центара и хибридне преваре, како би се заштитили животи, имовина, суверенитет и територијални интегритет Тајланђана.

### Опозив тајландског амбасадора и континуирано погоршање односа (21. јун – 13. јул)
Непотврђени извештај од 20. јуна 2025. године наводи да је тајландско Министарство спољних послова повукло свог амбасадора и снизило ниво дипломатских односа са Камбоџом на ниво отправника послова у знак одмазде. Међутим, у посебном непотврђеном извештају истог издавача касније је наведено да је Министарство спољних послова појаснило да је амбасадора у Тајланду позвало само да „процени“ ситуацију. За сада, дипломатски односи између две земље нису званично снижени.
Наредне недеље су обележили даљи гранични инциденти и континуирано погоршање односа:
- 21. јун 2025 - Тајланд је затворио гранични контролни пункт Саи Таку у провинцији Бури Рам. Ова акција је изазвала одмазду Камбоџе, која је потом наредила затварање још два гранична контролна пункта која се налазе насупрот тајландских провинција Бури Рам и Си Са Кет.[36]
- 22. јун 2025 - Камбоџански премијер Хун Мане објавио је на свом Фејсбуку: „Почев од поноћи вечерас, сав увоз горива и гаса из Тајланда биће обустављен.“[37]
- 24. јун 2025 - Национална комисија за борбу против корупције  покренула је прелиминарну истрагу против премијера Паетонгтана Шинаватре у вези са наводним озбиљним кршењима кодекса етике која проистичу из контроверзног разговора са председником камбоџанског Сената Хун Сеном у вези са тајландско-камбоџанским граничним спором.[38]
- 26. јун 2025 - Краљевска тајландска морнарица тврди да је оборила 4 непозната дрона изнад границе у провинцији Чантабури користећи мере против дронова раније ове недеље.[39]
- 4. јул 2025 - У спорном подручју у провинцији Си Сакет догодио се вербални сукоб између групе наоружаних камбоџанских војника и наоружаног Тахан Прана, при чему су се обе стране повукле без насиља.[40][41]
- 13. јул 2025 - Инцидент се догодио у Та Муен Тому у провинцији Сурин када је тајландски туриста напао камбоџанског војника ударивши га песницом пре него што је побегао. Починилац је касније идентификован и ухапшен од стране тајландских званичника.[42]

### Експлозија мине (16–23. јул)
Три војника Краљевске тајландске војске задобила су повреде током патроле у области Смарагдног троугла када су случајно стали на мину. У почетку се спекулисало да је мина остала из Хладног рата, међутим, каснији докази сугерисали су да се ради о новијим руским минама ПМН-2. Један од повређених је изгубио једну ногу.
Тајланд планира да ово питање изнесе пред Уједињеним нацијама, јер је Камбоџа потписница Отавског споразума.
Хенг Ратана, представник камбоџанског Центра за уклањање мина, тврдио је у објави на Фејсбуку да „У овом случају нових мина недавно постављених у Тајланду, постоји низ друштвених медија у Тајланду који су показали да су то учиниле њихове оружане снаге...“ и да је уместо тога ствар изнео пред МСП. Краљевска тајландска војска оптужила је Камбоџу за ширење дезинформација, а снимци које су дали камбоџански извори приказују тајландске војнике како деактивирају мине.
Након операција разминирања које је спровела Краљевска тајландска војска, откривене су најмање две додатне мине ПМН-2 у близини првобитног места експлозије. Мине су описане као „нове и спремне за распоређивање“. Поред тога, Краљевска тајландска војска је ово осудила као „јасно кршење суверенитета Тајланда“ и позвала друге нације да осуде Камбоџу.
Дана 23. јула 2025. године, још једна тајландска патролна група од 5 војника повређена је у камбоџанској мини, укључујући једног тешко, изгубивши десну ногу. Инцидент се догодио у округу Нам Јуен, провинција Убон Ратчатани. Као одговор, Краљевска тајландска војска објавила је поруку у којој најоштрије осуђује „нехумани чин који представља кршење људских права и међународних споразума“ и „чин који представља претњу миру и стабилности у пограничном региону“.
Краљевска тајландска војска је потом објавила да ће затворити 4 гранична контролна пункта и 2 замка (Та Муен Том и Та Крабеј) на неодређено време и да је своје снаге у том подручју ставила у стање борбене готовости.
Касније, 23. јула 2025. године, Тајланд је снизио ниво дипломатских односа са Камбоџом након инцидента са мином. Тајланд је повукао свог амбасадора из Пном Пена и протерао камбоџанског изасланика из Бангкока.

### Оружани сукоб (24. јул 2025.)
Ујутро 24. јула 2025. године, тајландски војници су известили да камбоџанске беспилотне летелице лете око подручја испред храма Прасат Та Муен Том и да су уочили 6 наоружаних камбоџанских војника како се приближавају бодљикавој жици испред тајландске базе. Извештаји тврде да су камбоџанске трупе отвориле ватру на тајландске снаге отприлике 200 метара источно од храма Та Муен Том. Краљевска тајландска војска је потврдила извештаје.
Истог дана, Камбоџа је известила да је тајландска војска прво покренула оружани напад на камбоџанске снаге и насилно блокирала јавни приступ храму Та Муен Том. Према речима портпарола Министарства националне одбране, „камбоџанске снаге су деловале искључиво у границама самоодбране, реагујући на ничим изазван упад тајландских трупа који је нарушио наш територијални интегритет.“
У 9:40 часова, тајландска војска је тврдила да је Камбоџа испалила самоходни вишецевни ракетни бацач БМ-21 према Прасат Дон Туану, близу стамбене зоне. 
У 9:50 часова, Тајланд је тврдио да су камбоџанске снаге покушале да добију приступ тајландској територији у близини храма Та Кваи, а оне су одговориле артиљеријском ватром.
У 10:58 часова, 6 авиона Ф-16 Краљевског тајландског ваздухопловства бомбардовало је камбоџанске положаје у Чонг Ан Ма, Убон Ратчатани, додатно тврдећи да су камбоџанске војне базе уништене.
Краљевска амбасада Тајланда у Пном Пену затражила је од тајландских држављана који живе у Камбоџи да одмах напусте земљу.
Бензинска пумпа у провинцији Си Сакет погођена је камбоџанским БМ-21 Градом, што је резултирало „многобројним“ цивилним жртвама, укључујући најмање осам смртних случајева, од којих је један био осмогодишњи дечак.
У 11:54 , камбоџански војници су напали болницу у Пном Донграк, што је резултирало повредама и евакуацијом болнице.
У 14:41, Краљевска тајландска војска је тврдила да је успешно уништила 2 камбоџанска тенка код Као Сатасома.
У 15:00 часова, тајландска војска је покренула копнену и ваздушну офанзиву, под шифрованим називом „Операција Јута Бодин“, као одговор на текуће сукобе са инвазивним камбоџанским снагама дуж границе. Офанзивом је предводио генерал Пана Клаевблаудтук.
Исте вечери, покрајинска администрација провинције Одар Меанчеј у Камбоџи саопштила је да је 5.000 грађана евакуисано из подручја пограничног сукоба.

## Преговори
Дана 2. јуна, Мане је најавио да ће камбоџанска влада поднети жалбу МСП-у, изражавајући наду да ће Тајланд пристати да се питање изнесе пред МСП и спречи било какве оружане сукобе. Међутим, Тајланд не признаје надлежност МСП-а. Пумтам је уместо тога рекао да сва питања треба решавати билатералним преговорима.
Дана 24. јула, након избијања оружаног сукоба, Хун Мане је објавио своје писмо председнику Савета безбедности Уједињених нација, у којем је затражио хитан састанак Савета безбедности како би се зауставила „агресија Тајланда на суверенитет Камбоџе“.

## Реакције

### Земље чланице АСЕАН-а
- Брунеј: Министарство спољних послова је изјавило да Брунеј пажљиво прати ситуацију, позивајући обе стране да покажу опрез и учествују у комуникацији и консултацијама како би се деескалирала криза. [72]
- Вијетнам: Министарство спољних послова изразило је „забринутост“ због ескалације тензија између суседних земаља Тајланда и Камбоџе и позвало обе стране на уздржаност и уздржавање од употребе силе у складу са међународним правом. [73]
- Индонезија: Влада Индонезије изјавила је да не жели да се меша у сукоб и да преферира да да приоритет безбедности индонежанских грађана погођених војним сукобом између Камбоџе и Тајланда. [74] Министарство спољних послова позвало је обе земље да мирно реше своје проблеме у складу са Уговором о пријатељству и сарадњи и Повељом АСЕАН-а.[75]
- Лаос: Министарство спољних послова изразило је озбиљну забринутост због тренутне ситуације на граници Камбоџе и Тајланда. Позвало је обе стране на опрез и проналажење мирног решења за тренутни сукоб. [76]
- Малезија: Малезијски премијер Анвар Ибрахим изразио је забринутост због ситуације и спремност да разговара са обема странама како би се постигла деескалација и мировни преговори. [77]
- Мјанмар: Војни портпарол Зав Мин Тун изјавио је да Мјанмар верује да Тајланд и Камбоџа могу пронаћи мирно решење кризе и да би грађани Бурме у тим земљама требало да буду опрезни због своје безбедности и да потраже помоћ од амбасада и конзулата Мјанмара.[78]
- Сингапур: Министарство спољних послова изразило је озбиљну забринутост због сукоба, позивајући обе земље да покажу опрез и прекину непријатељства, деескалирају тензије дипломатским каналима и заштите безбедност свих цивила.[79]
- Филипини: Министарство спољних послова изјавило је да се нада да ће Тајланд и Камбоџа решити проблем у складу са међународним правом и позива обе стране да покажу дужну пажњу и бригу о невиним цивилима.[77]

### Земље
- Аустралија: Портпарол Министарства спољних послова и трговине истакао је да је аустралијска влада „дубоко забринута“ због извештаја о борбама дуж тајландско-камбоџанске границе, укључујући бомбардовање стамбених подручја. Министарка спољних послова Пени Вонг позвала је обе стране на деескалацију и мирно решавање граничних питања.[80][81]
- Индија: Министарство спољних послова објавило је да пажљиво прати ситуацију дуж тајландско-камбоџанске границе. Изразило је наду да ће све стране предузети напоре да окончају непријатељства и спрече будућу ескалацију. [82]
- Италија: Министарство спољних послова је објавило да прати ситуацију на тајландско-камбоџанској граници заједно са италијанском амбасадом у Бангкоку. [83]
- Јапан: Министар спољних послова Такеши Иваја изјавио је да је Влада Јапана изразила дубоку забринутост због сукоба. Додао је да Јапан нада да се тензије могу решити мирним путем кроз дијалог и позива обе земље да буду што уздржаније. [84]
- Јужна Кореја: Министарство спољних послова је изјавило да „влада Републике Кореје изражава дубоку забринутост због војног сукоба који се недавно догодио између Тајланда и Камбоџе и позива и Тајланд и Камбоџу да деескалирају тензије и траже мирно решење ситуације кроз дијалог.“[85]
- Канада: Изражава озбиљну забринутост због сукоба и извештаја о цивилним жртвама у близини тајландско-камбоџанске границе. Позвала је обе стране да смање непријатељства и започну разговоре како би пронашле мирно решење.[86]
- Кина: Портпарол Министарства спољних послова Гуо Ђиакун изразио је забринутост због развоја ситуације и наду да обе стране могу правилно решити проблеме кроз дијалог и консултације.[87] Министар спољних послова Ванг Ји рекао је да су „недавни сукоб и жртве на граници Камбоџе и Тајланда срцепарајући и забрињавајући“ и окривио је за проблем наслеђе колонизације и позвао на „мирно и правилно решење“.[88]
- Нови Зеланд: Министарство спољних послова и трговине изразило је забринутост због сукоба у ажурираном саветодавном обавештењу за путовања. Такође је позвало на умереност, дипломатију и комуникацију и изразило подршку покушајима АСЕАН-а да смири ситуацију.[89]
- Норвешка:  Министарство спољних послова изразило је забринутост због све веће конфронтације дуж тајландско-камбоџанске границе. Позвало је на мирно решење и замолило обе стране да се уздрже од непријатељстава.[90]
- Русија: Портпаролка Министарства спољних послова Марија Захарова је напоменула да је Русија забринута због ескалације сукоба и позвала стране да покажу умереност.[91]
- Саудијска Арабија: Саудијска Арабија позвала је обе стране на опрез, деескалацију и дипломатско решавање спорова, наводећи да прати ескалацију на тајландско-камбоџанској граници.[92]
- Сједињене Државе: Амбасада САД у Бангкоку изјавила је да је примила извештај о текућем граничном сукобу и позвала америчке грађане који живе или путују близу тајландско-камбоџанске границе да следе упутства тајландских безбедносних служби.[93][94] Касније је портпарол Стејт департмента Томас Пигот дао изјаву да САД позивају на прекид непријатељстава и тражење мирног решења спора.[95]
- Узбекистан: Министарство спољних послова је јасно ставило до знања да пажљиво прати догађаје везане за оружане сукобе дуж тајландско-камбоџанске границе. Позвало је све стране да поштују међународно право и пронађу мирно решење спора.[96]
- Уједињено Краљевство: Парламентарна подсекретарка за Индо-Пацифик, Кетрин Вест, изразила је узнемиреност због жртава међу цивилима и позвала обе стране да покажу уздржаност и траже мирни дијалог.[97]
- Француска: Влада изразила је дубоку забринутост након оружаних сукоба између Тајланда и Камбоџе и саучешће због погинулих у сукобу. Такође је позвала две земље да одмах прекину борбе и да реше своје разлике мирним путем, у складу са међународним правом.[98]
- Швајцарска: Савезно министарство спољних послова изразило је забринутост због сукоба и позвало све стране да одмах зауставе насилне сукобе како би се избегла даља ескалација.[99]
- Шри Ланка: Влада Шри Ланке позвала је Камбоџу и Тајланд да „започну рани дипломатски дијалог са циљем мирног решавања разлика“.[100]

### Организације
- Европска Унија: Портпарол спољних послова Ануар Ел Ануни изразио је забринутост у име блока и позвао на деескалацију са обе стране и решавање сукоба мирним дијалогом.[101]
- Уједињене нације: Генерални секретар Антонио Гутереш изјавио је да са забринутошћу прати извештаје о оружаним сукобима на граници између Камбоџе и Тајланда и позвао обе стране да покажу максималну уздржаност и да реше сва питања кроз дијалог и у духу добросуседства, у циљу проналажења трајног решења спора.[102]